# Sociedad Española de Protección Radiológica
La Sociedad Española de Protección Radiológica (SEPR) es una asociación española de carácter científico y técnico cuya función es la promoción científica y la divulgación de la protección radiológica.
Fue fundada en 1980 con el objetivo de agrupar a todos los profesionales de la protección radiológica y ofrecer un espacio de diálogo, información y participación entre sus asociados, la sociedad en su conjunto y las empresas e instituciones, públicas y privadas, relacionadas con el uso pacífico de las radiaciones ionizantes.
Está afiliada a la Asociación Internacional de Protección Radiológica (IRPA sus siglas en inglés).